# Orohippus
Az Orohippus az emlősök (Mammalia) osztályának páratlanujjú patások (Perissodactyla) rendjébe, ezen belül a lófélék (Equidae) családjába tartozó fosszilis nem.

## Tudnivalók
Körülbelül 50 millió évvel ezelőtt, a középső eocén korszakban a Hyracotheriumból lassan kifejlődött az Orohippus. Az Orohippus 2 millió évvel a Hyracotherium megjelenése után alakult ki. Az Orohippus elterjedési területe a mai Wyoming és Oregon államok voltak. Habár neve „hegyi lovat” jelent, az Orohippus nem volt valódi ló és nem élt a hegyvidékeken. Hasonlított a Hyracotheriumra, de teste karcsúbb volt. Hosszú pofája, karcsú mellső lábai és hosszú hátsó lábai arra hagynak következtetni, hogy az állat jó ugró volt. Bár ez az állat is többujjú volt, a Hyracotheriummal szemben elvesztett néhány ujjat; a mellső lábakon 4 ujj, a hátsókon 3 ujj ült. A felső kisőrlőfogai jobban hasonlítanak a nagyőrlőkhöz, mint a Hyracotheriumnál, így az állatnak több foga lett a rágáshoz, az élek is jobban kiemelkedtek. Ezek a változások arra utalnak, hogy az Orohippus szívós növények fogyasztására tért át.
Az Orohippus-t korábban Protorhippus-nak is nevezték.

## Rendszerezés
A nembe az alábbi 6 faj tartozik:
- Orohippus agilis
- Orohippus major
- Orohippus progressus
- Orohippus proteros
- Orohippus pumillus - típusfaj
- Orohippus sylvaticus

## Képek

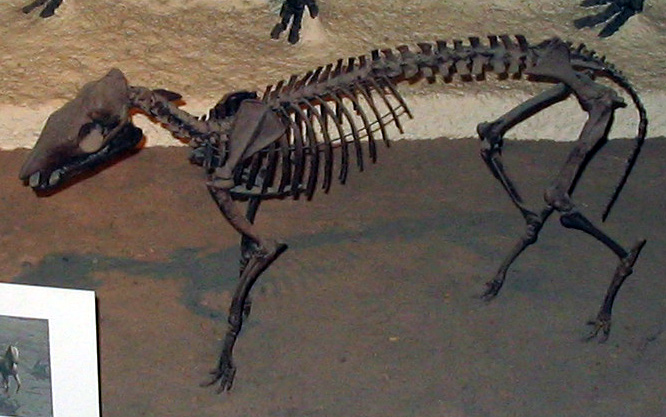
Az Orohippus pumillus csontváza a Smithsonian Museum of Natural History-ban
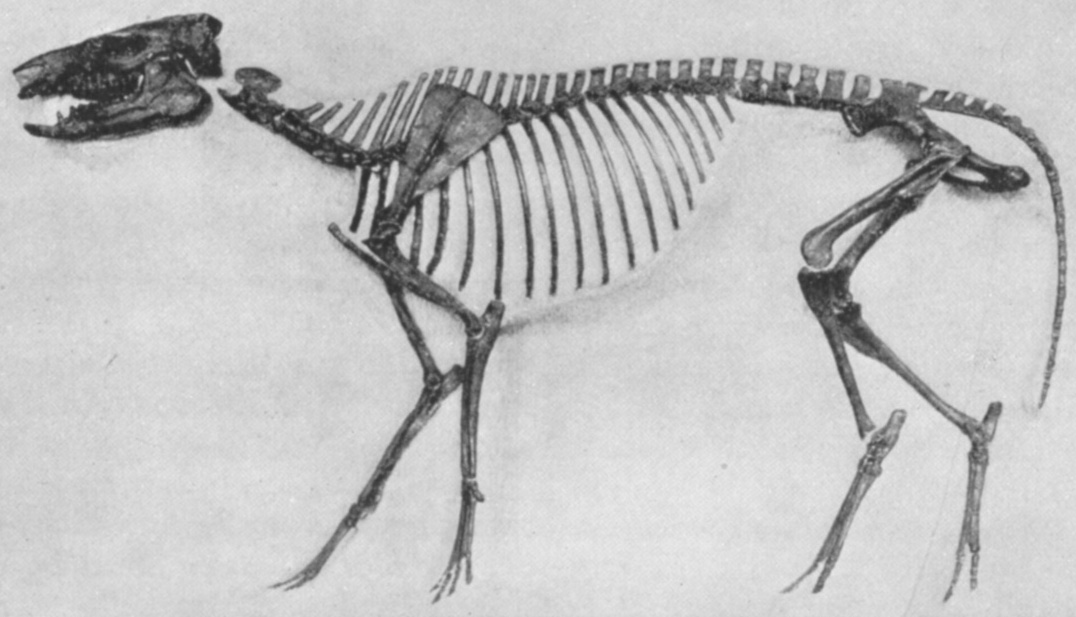
Orohippus csontváz